# Estação Sovietskaia (metro de Samara)
Sovietskaia (em russo:  Советская) é uma das estações da Linha 1 do Metro de Samara, na Rússia. A estação «Sovietskaia» está localizada entre as estações «Pobeda» e «Sportivnaia».